# Rostislav Krimer
Rostislav Krimer (Brest (Belarús), 25 d'abril de 1980) és un pianista i director d'orquestra alemany-bielorús. És director general de música de la "Peace Orchestra East-West Chamber Orchestra" i director artístic del East-West Festival, antic fundador, director general i director artístic del Yuri Bashmet International Music Festival & Academy.

## Biografia
Rostislav Krimer va néixer a Brest l'any 1980 en la família del pianista Oleg Krimer i la musicòloga i compositora Irina Morykh. Viu a Bonn des de l'any 2000. Després d'estudiar a l'Acadèmia Sibelius de Hèlsinki i a la Universitat de Música de Colònia, va rebre el seu diploma de postgrau i va rebre un diploma de la Royal Academy of Music de Londres. El 2020 va ser elegit Associat de la Royal Academy of Music.

El debut de Krimer a Londres va ser un concert al Cadogan Hall l'any 2006. Musical Opinion Magazine va escriure sobre l'actuació:
| « | "Rostislav Krimer va sorprendre el seu públic al Cadogan Hall... És un pianista remarcable: un a tenir en compte". | » |

Rostislav Krimer va ser un company de duo durant molt de temps, i un amic musical proper del llegendari pianista Paul Badura-Skoda. Junts van tocar concerts a quatre mans, així com diversos concerts per a dos pianos i van gravar un concert doble de Mozart, l'enregistrament es va publicar el 2014. Krimer va ser l'únic company de duet de Badura-Skoda després de Jörg Demus, amb qui Badura-Skoda va treballar tan estretament durant més de mig segle.

## Orquestra de la Pau Orquestra de Cambra Est-Oest
La "Peace Orchestra East-West Chamber Orchestra" reuneix músics que són ells mateixos guanyadors dels concursos més prestigiosos d'arreu del món, com ara els concursos Tchaikovsky, ARD, Queen Elisabeth, Long-Thibaud i Paganini. També són concertistes i dirigents d'orquestres com la Royal Philharmonic Orchestra i Kremerata Baltica, que toquen instruments rars com Stradivarius, Guarneri, Guadagnini i Goffriller. Aquesta combinació única dóna el seu so a l'Orquestra de Cambra Est-Oest.
L'orquestra té la seu a Bonn i va ser fundada el 2015 per Rostislav Krimer. També va ser l'orquestra resident del Festival Internacional de Música Iuri Baixmet durant anys i va actuar per tot Europa. L'orquestra es considera una ambaixadora de la cooperació transnacional, la pau i l'intercanvi cultural a Europa i més enllà. Des de 2023 també és l'orquestra resident al Festival East-West d'Alemanya.
L'Orquestra de Cambra East-West és una promotora activa de la música contemporània i de noves peces de repertori. Les publicacions de les quatre simfonies de cambra de Mieczysław Weinberg per Naxos van ser nominades als Premis Internacionals de Música Clàssica i Opus Klassik, entre d'altres.

## Estrenes i obres dedicades
- 2005 Bruno Mantovani "Blue Girl with Red Wagon", interpretada juntament amb Diemut Poppen, Antonello Manacorda, Gregory Ahss i Zvi Orlianski. Vila Medici Roma[9]
- 2010 Aleksandr Raskàtov “Seasons Digest” per a violí, piano i orquestra de corda. Gidon Kremer, violí, Rostislav Krimer, piano Kremerata Baltica. Filharmònica de Berlín (estrena alemanya)[10]
- 2010 Sofia Gubaidúlina "Canticle of the Sun", va actuar juntament amb Gidon Kremer, el conjunt de cambra "Kremerata Baltica", Nicholas Altstaedt, Andrei Pushkarev i el cor "Kamar Lockenhaus Festival 2012 ECM va publicar una gravació d'aquest concert.[11]
- 2013 Valery Voronov “Ars Aeterna” per a piano, dedicat a Rostislav Krimer Emila Romagna Festival a Itàlia.[12]
- 2015 Sergio Calligaris "Concert per a violí, piano i orquestra". Primera actuació de Sergej Krylov, Rostislav Krimer i l'Orquestra de Cambra de Lituania, Vílnius
- 2015 Al·la Pàvlova “Concertino” per a violí, piano i orquestra. Primera actuació de Sergej Krylov, Rostislav
- 2018 Estrena de Dmitri Xostakóvitx de l'obra redescoberta "Impromptu" per a viola i piano, interpretada juntament amb Nils Mönkemeyer al Dia Internacional de Xostakovitx a Gohrisch (Alemanya).[13][14][15]
- 2019 Valery Voronov "Landscapes of Vanishing Memory": concert per a viola, piano i cordes, dedicat a Yuri Bashmet i Rostislav Krimer, estrenat juntament amb Yuri Bashmet i el conjunt de cambra "Moscow Solists". Minsk.[16]
- 2021 George Enescu / Frédéric Chaslin "Sonata per a violí i piano" (arranjament per a orquestra de corda). Rostislav Krimer i l'Orquestra de Cambra Est-Oest. Estrena a la UE. Festival Enescu, Bucarest.[17]
- 2022 Concert de Valery Voronov (alumne de Krzysztof Meyer, Alemanya) per a violí, piano i orquestra, dedicat a Rostislav Krimer i Sergej Krylov. Encara no s'ha estrenat
- 2023 G.Enescu / A.Pushkarev “Chamber Symphony” (arranjament per a orquestra de corda amb vibràfon), encarregat per Rostislav Krimer i l'Orquestra de Cambra East-West per al Festival George Enescu
- 2023 Erkki-Sven Tüür "Leaving behind..." per a piano i orquestra de corda, dedicat a Rostislav Krimer i l'Orquestra de Cambra East-West (Edició Peters)[18]

## Festival Est-Oest
El Festival East-West amb la seva orquestra de pau East-West Chamber Orchestra, amb membres de més de 15 països, mostra com és una cooperació pacífica i agraïda. A través de la trobada cultural, la pau es viu activament i es dóna suport als projectes de pau i als nens que ho necessiten. El lema des del 2015 és “Construïm ponts”.

## Festival i Acadèmia Internacional de Música Yuri Bashmet
Rostislav Krimer va fundar i dirigir el Festival Internacional de Música Yuri Bashmet, que se celebra anualment a Minsk, Bielorússia, del 2006 al 2019. Els concerts del festival també van tenir lloc a totes les regions de Bielorússia, així com a la Gran Sala del Conservatori de Moscou, la Sala Beethoven de Bonn i altres llocs. El festival s'ha convertit en un dels esdeveniments musicals més importants d'Europa, no només per les actuacions dels millors artistes del nostre temps, sinó també pel format especial i el diàleg amb el públic del festival que manté el director artístic Rostislav Krimer.
Els participants del festival incloïen artistes de renom com Maxim Vengerov, Vadim Repin, Gidon Kremer, Julian Rachlin, Yuri Baschmet i Mario Brunello , Natalja Gutman, Paul Badura-Skoda, Barry Douglas, Nikolai Luganski, Fazıl Say, David Geringas, Dmitri Sitkowetski, Viviane Hagner, Diemut Poppen, així com la Royal Philharmonic Orchestra, els conjunts de cambra guanyadors d'un Grammy "Moscow Soloists" i "Kremerata Baltica”, l'Orquestra Simfònica Estatal “Novaya Rossiya” i molts altres grans noms.
Un dels missatges més importants del festival és la promoció de la música contemporània. Grans compositors com Krzysztof Penderecki, Sofia Gubaidúlina, Guia Kantxeli, Pēteris Vasks i Erkki-Sven Tüür van ser convidats d'honor a la festival i va donar conferències a l'Acadèmia de Música de Bielorússia. Cada any el festival encarrega una estrena mundial per a compositors contemporanis, que és tocada per l'orquestra simfònica durant el Festival Bashmet.

## Premis
- 1996 Concurs Internacional Chopin Jove, Polònia – guanyador del premi
- 1999 Concurs Internacional de Piano N. Rubinstein, París – 1r premi
- 2000 Glasgow International Piano Competition – Morrison Bishop Prize
- 2003 Evgeny Malinin Zenter, Alemanya - "El descobriment de l'any"
- 2004 UNISA International Piano Competition, Pretòria, Sud-àfrica Laureat i Premi Especial a la millor interpretació de les obres de Chopin
- 2004–2006 Junta associada de les Royal Schools of Music, Regne Unit – Premi internacional de beques[21]
- 2005 MBF "Myra Hess Trust Award", Londres[22]
- Premi Internacional de RSC 2015 "Filantropia de l'any" - Laureat[23]
- Premi Ernst & Young 2016 "Emprenedor de l'any" - Laureat[24][25]
- 2018 Amic d'UNICEF, membre del Consell d'Amics d'UNICEF[26]
- 2019 Ambaixador dels II Jocs Europeus 2019[27]
- 2020 Llicenciatura honorífica – Associate Royal Academy of Music (ARAM)[2]